# Джон Вільям Гарт

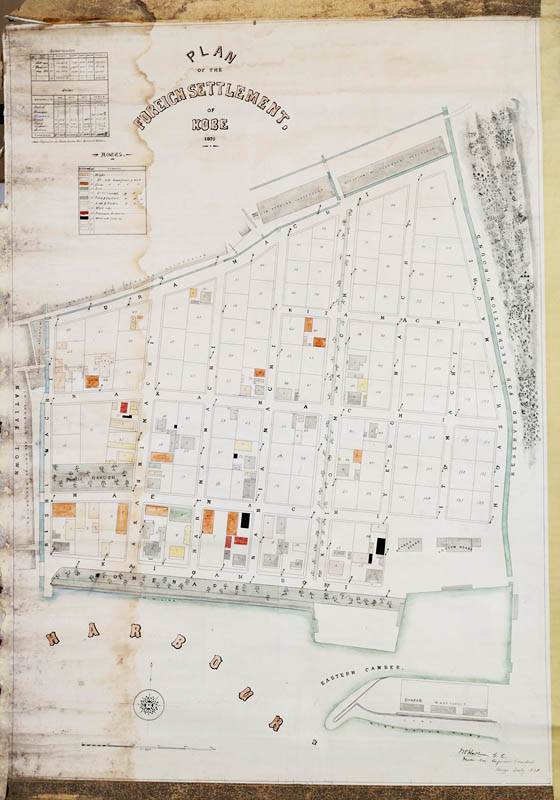
План поселення чужоземців у Кобе, що його Гарт створив 1870 року

Джон Вільям Гарт (англ. John William Hart; 1836 — 4 грудня 1900) — британський інженер-будівельник. Знаний як проєктувальник поселення чужоземців у Кобе.

## Життєпис
Джон Вільям Гарт народився 1836 року в Ліверпулі (Велика Британія). Набувши вдома досвіду роботи інженером-будівельником, він взяв участь у будівництві залізниці в Перу та корабельного доку в Шанхаї. 1868 року переїхав до японського міста Кобе, де відповідав за проєктування поселення чужоземців.
З вересня 1869 по серпень 1871 року Гарт разом з австралійським архітектором Джоном Смедлі керував інженерно-будівельним бюро. У цей час він взяв участь у роботах з перенаправлення русла річки Ікута. Обіймав посаду секретаря органу самоврядування поселення (муніципальної ради), куди подав пропозицію щодо будівництва захисної споруди на узбережжі поселення для запобігання шкоді від тайфунів, утім її не схвалили.
1873-го або приблизно 1875 року він залишив Кобе і знову поїхав до Шанхаю, де працював головним інженером на будівництві системи водопостачання, а потім повернувся до Англії. Помер 1900 року в Лондоні.